# أرملة سوداء جنوبية
الأرملة السوداء الجنوبية أو الأرملة الجنوبية (الاسم العلمي: Latrodectus mactans)، وببساطة يسمونها الأرملة السوداء، هي نوع من العناكب السامة للغاية من جنس الزوع. وتتميز إناثها بأن لها لون مميز من الأسود والأحمر، وتأكل أحيانا شريكها بعد الإنجاب. وتستوطن هذه الأنواع في أمريكا الشمالية. وسمها نادرا ما يكون قاتل للبشر. وتبدو ذكور وإناث هذا النوع من العناكب مختلفة وفي جميع الحالات الإناث هي الأكثر تميزا في الشكل بسبب هيئتها السوداء والحمراء اللامعة حيث توجد علامات على الجانب السفلي من البطن تشبه شكل الساعة الرملية التي تٌستخدم لإرسال أشارات تحذير لبعض الحيوانات. ويبلغ طول الذكور حوالي نصف حجم الإناث وهم أفتح لوناً من الإناث مع وجود بقع حمراء أو وردية على ظهورهم. تعيش الإناث تقريبا ثلاث سنوات بينما يبلغ عمر الذكور شهر أو شهرين لهذا سميت الإناث بالأرامل.

## التواجد
يوجد هذا النوع من العناكب في كثير من المناطق المعتدلة في العالم، ومنها الولايات المتحدة الأمريكية وجنوب آسيا وأستراليا وأفريقيا وجزء كبير من أمريكا الجنوبية. ويمكن أن تتواجد في المناطق التي يٌغلب عليها الظلام مثل الملاجئ والحظائر والكراجات والطوابق السفلية من الأبنية ودورات المياه والثقوب الكبيرة والقمامة والمناطق ذات الغطاء النباتي الكثيف.

## التغذية
تتناول العناكب السوداء الذباب والبعوض والجراد والخنافس واليرقات والحشرات والعناكب الأخرى التي تعلق في شباكها، حيث تدير هذه العناكب رأسها ويظهر جانبها الذي يحمل علامات تحذيرية مشيرة إلى نوعها السام لبعض الحيوانات ومن ثم تنتظر فريستها وبعد تورطها في الشباك تستخدم الأرملة السوداء أمشاط أقدامها لكي تستطيع أن تلف فريستها في خيوط الشبكة، ثم تغرز أنيابها في الفريسة وتضخ الأنزيمات الهضمية لكي تحلها ومن ثم تمتص السائل.

## التأثير السمي
تعتبر الأرامل السوداء أشد العناكب سمية وتفيد التقارير والبحوث بأن سم هذه العناكب أقوى (15) مرة من لدغة الأفعى. لحسن الحظ، تلدغ هذه العناكب البشر فقط عندما تضطرب ولدغات الإناث هي الأكثر خطراً على صحة الإنسان.
السم الذي تطلقه الأرملة السوداء يدعى لاتروتاكسون (latrotoxins) وهو أقوى أنواع السموم العصبية والذي تطلقه إناث العناكب السوداء عند لدغها لضحاياها وأُشتق أسمه من أرامل العناكب (Latrodectus). أما النوع الأكثر سمية منه يدعى الفا لاتروتاكسون (alpha-latrotoxin) الذي يهاجم الجهاز العصبي للضحايا.
تقول جيسيكا كراب من جامعة ماسوشوستس (University of Massachusetts) : “عندما تٌلدغك الأرملة السوداء، فأن سم الالفا لاتروتاكسون سينتقل إلى منطقة ما قبل التشابك العصبي وهو نقطة الاتصال بين التشابك العصبي والخلايا العضلية أو الخلايا العصبية الأخرى ومن ثم يدخل نفسه في غشاء” وتضيف، ” وهذا يؤدي بجميع الحويصلات العصبية (neuron’s vesicles) إلى أن تفرغ مرسلاتها العصبية وهو ما يؤلم حقا”.
ولكن خلافا للاعتقاد السائد، فإن معظم ضحايا اللدغات يعانوا من أعراض معينة لكنها نادراَ ما تؤدي بهم إلى الموت. ومع ذلك فأن الأفراد المعرضون للخطر هم الصغار وكبار السن والمرضى، حيث يبدأ الألم في غضون دقائق وينتشر بسرعة في أجزاء مختلفة من الجسم وينتج عن هذه اللدغة أعراض كثيرة منها، الغثيان والتعرق الغزير بالإضافة إلى آلم شديد في البطن والظهر وآلام في العضلات وارتفاع في ضغط الدم وشلل في الحجاب الحاجز والذي بدوره يسبب صعوبة في التنفس وضعف وتقلص في العضلات وصداع في الرأس وزيادة اللعاب والخدر والأرق. يستمر الآلم من ثمانية إلى أثنتا عشرة ساعة، ويمكن أن تستمر الأعراض الأخرى لعدة أيام . من الجدير بالذكر بأن هناك مصل مضاد للدغة الأرملة السوداء حيث يساعد على تقليل الضرر.
عادة ما يكون الآلم للدغة الأرملة السوداء مماثل لوخزة الدبوس ولهذا قد لا يشعر بعض الناس بها، ثم يظهر ورم طفيف ذي أحمرار ليصبح قرحة فيما بعد. إذا كانت اللدغة في الجزء العلوي من الجسم عادة ما يشعر الشخص بالآلم في منطقة الصدر، إما إذا كانت في الجزء السفلي من الجسم فأن الآلم سيكون في منطقة البطن.
يتم إعطاء نوع من الأدوية وهي مضادات لعكس تأثير السم ولكن يمكن لهذا العقار أن يسبب نوع من أنواع الحساسية الخطيرة لذا يجب أن يستخدم بعناية . يبدأ الشفاء من هذه الأعراض لمدة (2-3) أيام وأحيانا تستمر لأسابيع. ولتجنب لدغة الأرملة السوداء يٌنصح بارتداء الملابس الواقية عند السفر في المناطق التي يعيش فيها هذا النوع من العناكب وكذلك تجنب الجلوس تحت جذوع الأشجار أو الشجيرات أو غيرها من المناطق الرطبة التي من المتوقع أن تختبئ هذه العناكب تحتها.

### العلاج
من الأفضل الذهاب إلى اقرب مستشفى عند التعرض للدغة الأرملة السوداء لكن عليك أجراء بعض الإسعافات التي قد تقلل من خطر الإصابة. ضع قطعة صغيرة من الثلج داخل قطعة قماش نظيفة وضعها على المنطقة المصابة واتركها لمدة 10 دقائق ثم أرفع قطعة القماش لمدة 10 دقيقة وكرر هذه العملية، وفي حالة كون الشخص المصاب يعاني مشاكل في تدفق الدم فعليك التقليل الوقت الذي تضع فيه الثلج على المنطقة المصابة لمنع وقوع أضرر في الجلد.
ينصح مركز مراقبة السموم المحلية في الولايات المتحدة (The National Poison Control Center) إلى جلب العنكبوت المسبب للإصابة وذلك بحفظهِ في علبة آمنة وذلك لأجراء بعض التحاليل التي تسهم في سرعة الشفاء من الإصابة.

## معرض الصور

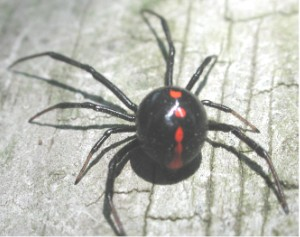
Female black widow from the upper rear, showing pattern.
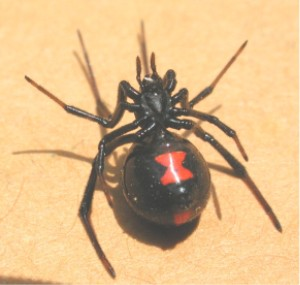
Female black widow showing red "hourglass" marker.
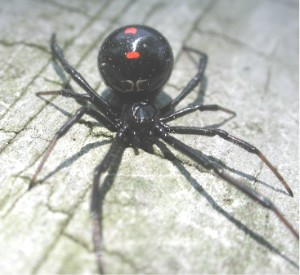
Female black widow showing mouthparts.
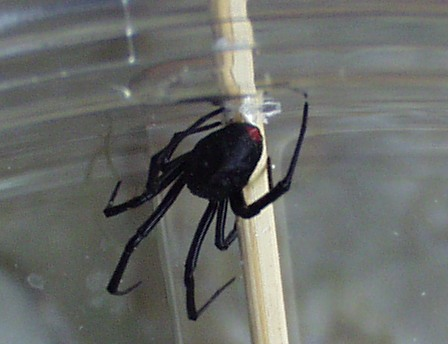
Dorsal view. Note that the red dot is formed by this spider's spinnerets.
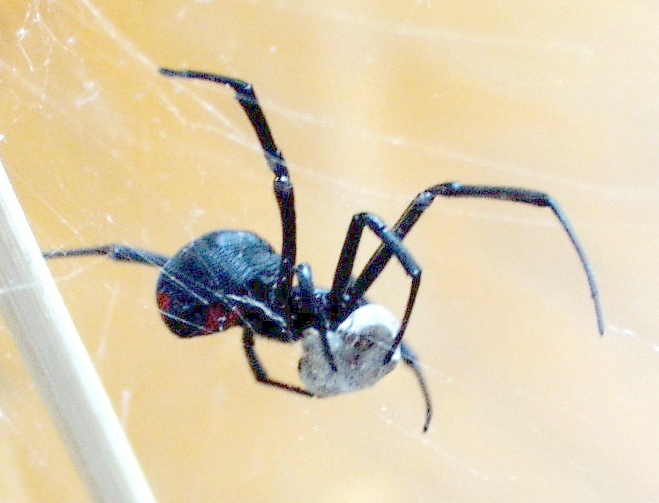
Black widow spider with its prey.
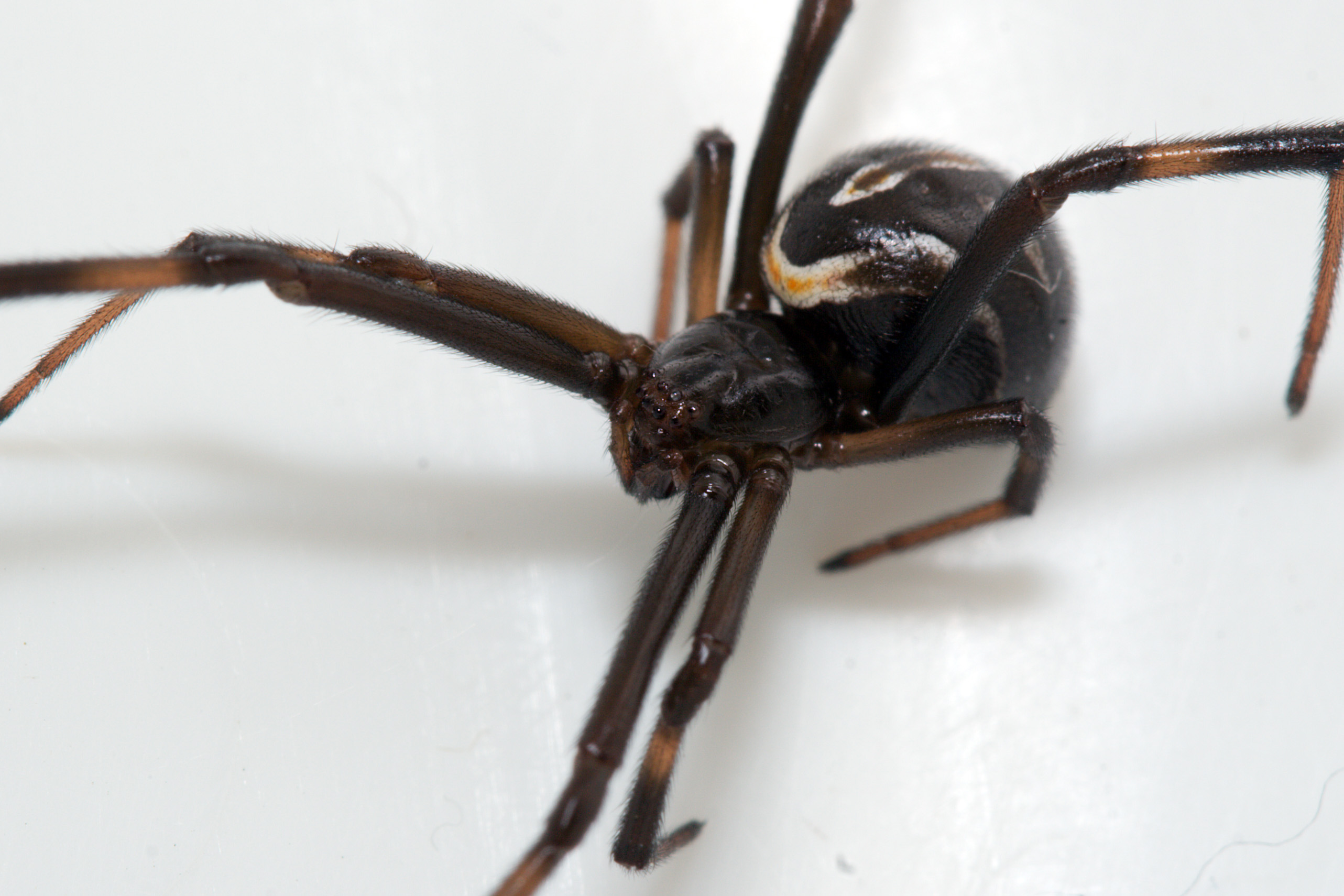
Immature female black widow - brownish coloring (darker close to the eyes) with yellowish markings
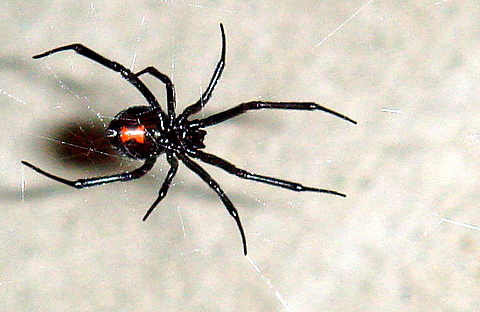
A large mature female with a prominent red "hourglass" marking.
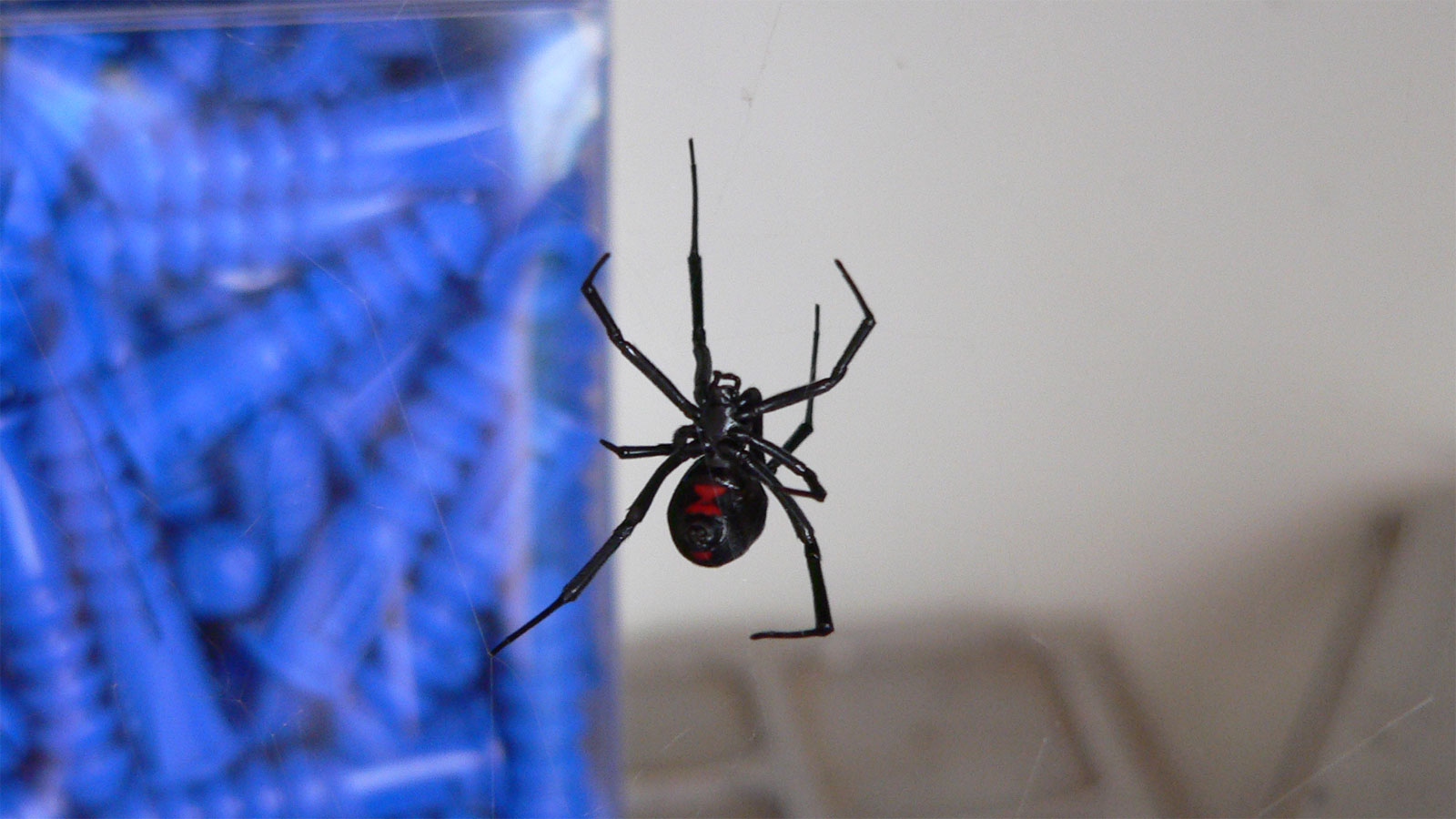
Black widow suspended in her web.
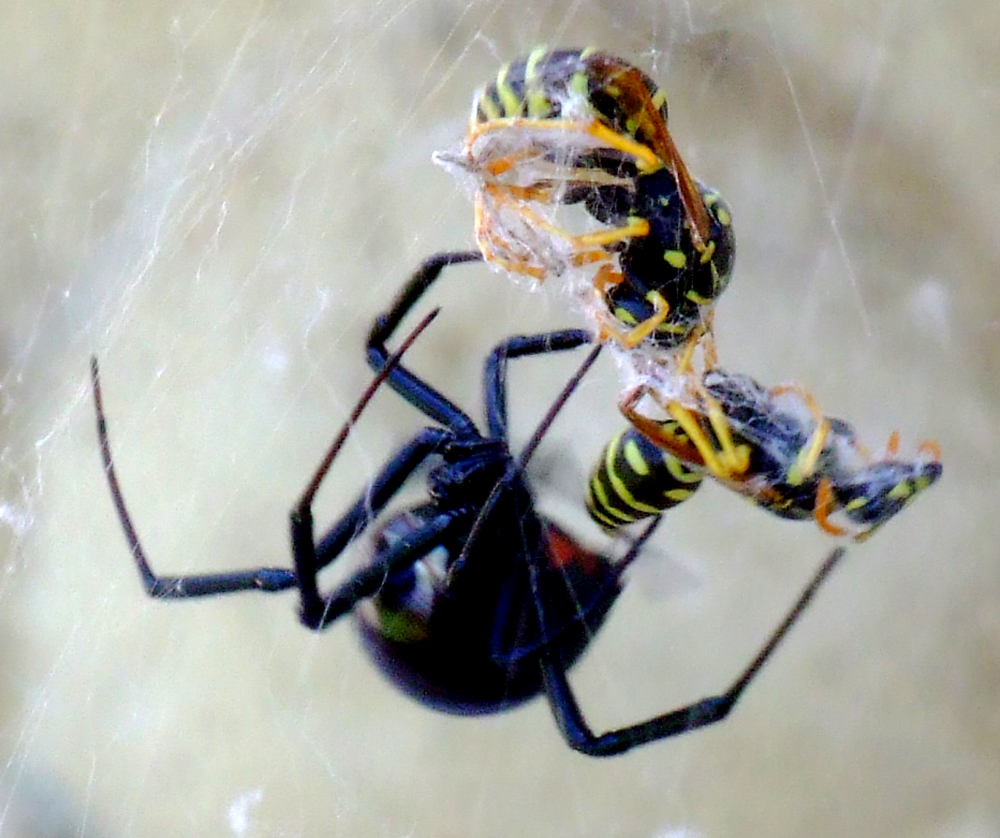
الأرملة السوداء معلقة في شبكتها

## وصلات خارجية
- Latrodectus Mactans on Pterodattilo
- Virginia Cooperative Extension: widow spiders
- University of Washington Burke Museum spider myths
- Bites and stings of medically important venomous spiders - UCR
- Pictures of L. mactans (free for noncommercial use)